# Cudzsi Gettan Szukemocsi
Cudzsi Gettan Szukemocsi (辻月丹資茂 heburn átírattal: Tsuji Gettan Sukemochi) híres japán kardforgató, a Mugai-rjú kendzsucu és iaidó iskola megalapítója.

## Élete
Cudzsi Szukemocsi néven született a Keian második évében (1649)  Maszugiban(馬杉 Masugi), Mijamura faluban (宮村 Miyamura), mely ma Kóka(甲賀郡 "Kōka-gun") város nevet viseli, a Siga (滋賀県 "Shiga-ken") prefektúrában. Apja egy alacsony rangú szamuráj, Cudzsi Jadajú. Gettan a család másodszülött fia. 
13 évesen Kiotóba küldte apja, hogy kardvívást tanuljon, 26 éves korára érte el a legmagasabb "Kaiden" szintet. Ez után Edóba (mai Tokió) ment, hogy iskolát nyisson. Hogy pontosan a kardvívás mely iskoláját tanulta nem bizonyos. A legmegbízhatóbb feljegyzések a Jamagucsi-rjút említik Jamagucsi Bokusinszai tanítása alatt, de még korábbi dokumentumok Itó Taizent említik mint mesterét. A vívás ismeretei mellett nagy hangsúlyt fektetett az elméjének csiszolására is. Zen buddhizmust és kínai költészetet tanult Szekitan Rjózen (石潭良全) paptól a Kjúkódzsi (吸江寺) templomban. 32 évesen érte el a buddhista Megvilágosodást, melynek örömére egy verset írt:
```
   一法実無外
   乾坤得一貞
   吸毛方納密
   動着則光清
  
Ippō jitsu mugai

  
Kenkon toku ittei

  
Suimo hō nomitsu

  
Dōchaku soku kōsei
```

```
Az igazságon kívül nincsen semmi más

A Világ igazsága

Most itt van az elmémben

Minden apró mozdulatban fény csillan
```

Az első mondat utolsó két írásjegyét a 無外 mugait vette alapul, hogy iskolájának új nevet, ezzel egy új kardstílust adjon. A név a Mugai-rjú, vagyis Semmi más iskolája nevet kapta.
1728. június 23-án Edoban, a mai Tokióban halt meg, 79 évesen.